# Zwartlinie-uitbreekkogeltje
Het zwartlinie-uitbreekkogeltje (Apiognomonia hystrix) is een schimmel behorend tot de familie Gnomoniaceae. Het leeft saprotroof op hout en dode bladeren. Hij is vooral bekend van esdoorn (Acer), maar kan ook voorkomen op andere boomsoorten.

## Kenmerken
De teleomorf vormt zwarte perithecia met een lange hals op dode bladeren en dode takken. De ascosporen zijn 1-septaat en meten 14–20 × 2–2,5 µm.

## Verpsreiding
Het zwartlinie-uitbreekkogeltje komt voor in Europa en Noord-Amerika. In Nederland komt het zeer zeldzaam voor.